# Ferris State University
Ferris State University är ett amerikanskt offentligt universitet som ligger i Big Rapids, Michigan och hade totalt 14 600 studenter (13 357 undergraduate students, 1 176 postgraduate students och 67 doktorander) för 2014..
Universitet grundades 1 september 1884 av Woodbridge N. Ferris och var en privatskola fram till 1950, när det blev ett college. I november 1987 blev det ett universitet och fick sitt nuvarande namn.
Universitet tävlar med 17 universitetslag i olika idrotter via deras idrottsförening Ferris State Bulldogs.

## Alumner
| Fotomodeller - Karen McDougal Idrottare - Chad Billins - Jason Blake - Monty Brown - John Gruden - Chris Kunitz - Gerald Mayhew - Greg Rallo | - Zach Redmond Musiker - Al Jardine Politiker/offentlig förvaltning - Frank Fitzgerald - Carolyn Cheeks Kilpatrick - George Ryan Skådespelare - Shawn Christian |